# Марково кале (Маркова Сушица)
Вижте пояснителната страница за други значения на Марково кале.
Марково кале (на македонска литературна норма: Марково Кале) е средновековна крепост, югозападно от съвременното село Маркова Сушица, Северна Македония.

## Местоположение
Марково кале се намира на 1 км югозападно от известния Марков манастир до Маркова Сушица и на 1 km северно от Малчище. Представлява издаден рид в подножието на планинската верига Караджица, който затваря от запад северната част на дългия речен пролом на Маркова река. Марковото кале се издига на 100 m над реката и на 530 m над морското равнище. От това място се контролира пътят по Маркова река до извора ѝ, който продължава през планинския проход Караджица към съседните Поречие и Азот. В северното подножие на Марково кале лежат древни находища на златоносен пясък, експлоатиран периодично през Средновековието и Османския период, та чак до наши дни.

## История

### Античност
През Късната античност на върха на рида е изграден каменен зид с хоросан. Укрепената площ е имала неправилна правоъгълна форма с размери 105 × 85 m, а от югозапад върху нея е опирал акропол с размери само 60 × 32/22 m. Акрополът е на най-високата част на хълма с чело над малкото седло на югозапад от нея. Нейната предна и южна стена са напълно съборени и възстановявани на два пъти, като всеки път са премествани по-нагоре по склона. В ранновизантийско време върху съборената челна правоъгълна кула е построена нова триъгълна кула, а в източния край е построена голяма полукръгла кула. На югозападната стена на кастела, сега широка 2,50 m, са построени голяма петоъгълна кула и предна стена, с изпъкнал подковообразен бастион в южния край, за да се затрудни приближаването на врага до основната стена. В кастела, в северната част, могат да се видят основите на множество къщи, разположени по тясна улица. На склона се е издигала църква.

### Средновековие
През Късното средновековие крепостта е възстановена – на акропола върху триъгълната кула от VI век е построена нова петоъгълна кула с масивна основа. Стената около замъка също е възстановена, но с намалена ширина (до 1,5 m) и подсилена със 7 контрафорса. Южният ъгъл на крепостта е укрепен с опора под формата на малка петоъгълна кула. Предната стена и южният бастион остават в руини и не се използват. Археологическите находки са малко, тъй като целият обект днес е гъсто обрасъл с растителност и така е естествено запазен. На южния склон, пред крепостта, са открити части от късносредновековна керамика, открити са и монети от XIV на Андрей Гропа и турски акчета от XV век.
Най-вероятно крепостта е възстановена по времето, когато е построена голямата църква край Маркова Сушица, за да я защити. Църквата е възстановена от Вълкашин в средата на XIV век. Съдейки по многобройните портрети на кралското семейство Мърнявчевичи и библейските персонажи, символично свързани с тях, църквата е трябвало да служи като мавзолей на кралското семейство.